# Finché c'è la salute
Finché c'è la salute è il settimo album (sesto in studio) del duo italiano Cochi e Renato, pubblicato nel 2007.

## Descrizione
Finché c'è la salute è il secondo album di Cochi e Renato pubblicato dopo la reunion del duo comico avvenuta a fine anni novanta. Il disco contiene alcuni brani inediti a fianco di nuove registrazioni di brani già pubblicati durante gli anni sessanta e settanta.
Sono brani inediti: la titletrack Finché c'è la salute (scritta da Enzo Jannacci e Renato Pozzetto), Sono timido (di Enzo Jannacci, Cochi Ponzoni e Renato Pozzetto), L'aeroporto di Malpensa e Italiani (entrambe di Pozzetto), Povero ragazzo (di Jannacci). Sono nuove versioni di brani già pubblicati nella discografia di Cochi e Renato: E, la vita la vita, Canzone intelligente, Silvano, Libe-libe-là, La gallina, La moto e Il piantatore di pellame. Il disco contiene inoltre Il capitano capottato, brano scritto da Marco Pretolani, Stelio Lacchini e Felice Andreasi, proveniente dal repertorio di quest'ultimo.
L'album è stato pubblicato nel 2007 dall'etichetta discografica Sugar, in formato CD, con numero di catalogo 001, allegato al settimanale TV Sorrisi e Canzoni.

## Tracce
1. Finché c'è la salute (Enzo Jannacci, Renato Pozzetto)
2. E, la vita la vita (Enzo Jannacci, Renato Pozzetto)
3. L'aeroporto di Malpensa (Renato Pozzetto)
4. Canzone intelligente (Enzo Jannacci, Cochi Ponzoni, Renato Pozzetto)
5. Italiani (Renato Pozzetto)
6. Silvano (Enzo Jannacci, Cochi Ponzoni, Renato Pozzetto)
7. Il capitano capottato (Marco Pretolani, Stelio Lacchini, Felice Andreasi)
8. Libe-libe-là (Enzo Jannacci, Cochi Ponzoni, Renato Pozzetto)
9. Sono timido (Enzo Jannacci, Cochi Ponzoni, Renato Pozzetto)
10. Povero ragazzo (Enzo Jannacci)
11. La gallina (Enzo Jannacci)
12. La moto (Enzo Jannacci, Dario Fo)
13. Il piantatore di pellame (Enzo Jannacci)

## Crediti
- Cochi Ponzoni - voce, chitarra
- Renato Pozzetto - voce, chitarra
- Claudio Passavanti - basso, cori, pianoforte, organo Hammond, Fender Rhodes, chitarra acustica
- Francesco Saverio Porciello - chitarra acustica
- Cristiano Micalizzi - batteria
- Lorenzo Ferrario - chitarra acustica
- Vittorio Cosma - pianoforte, cori, tastiera, ukulele
- Chicco Gussoni - chitarra elettrica
- Davide Mantovani - contrabbasso
- Quentin Collins - tromba
- Enrico Farnedi - tromba
- Ben Greenslade-Stanton - trombone
- Luca Bolognesi - trombone
- Aaron Liddard - sax
- Marco Pretolani - sax
- Roberto Vernetti - produzione, missaggi
- Paolo Iafelice - missaggi

## Edizioni
- 2007 - Finché c'è la salute (Sugar, 001, CD)